# Coniceromyia mexicana
Coniceromyia mexicana är en tvåvingeart som beskrevs av Borgmeier 1963. Coniceromyia mexicana ingår i släktet Coniceromyia och familjen puckelflugor. Inga underarter finns listade i Catalogue of Life.